# Härmä (zone de planification)
Ne doit pas être confondu avec Härmä (Estonie).
Härmä est une zone de planification de Tampere en Finlande. 
Härmä comprend les zones statistiques:  Härmälä, Sarankulma et Rantaperkiö.